# Nhamatanda
Nhamatanda (prethodno Vila Machado, Engl. Bambu Creek), grad u mozambičkoj provinciji Sofala, središte istoimenog distrikta Nhamatanda. Nalazi se na pruzi Beira – Harare.

## Populacija
Od nekih 20 000 stanovnika, većina ih govori jezikom chisena.

## Povijest
Nhamatandu su 1899. osnovali Portugalci pod imenom Nova Fontesvila po portugalskom markizu Fontesu Pereiri de Melu. Tijekom 1920-ih grad je preimenovan u Vila Machado, prema Joaquimu Joséu Machadu, guverneru Mozambika od 1890. do 1925.
Godine 1975., nakon neovisnosti Mozambika, grad je dobio današnje ime po obližnjoj rijeci.